# Pacific Rim (film)
Pacific Rim is een Amerikaanse actie-sciencefictionfilm uit 2013, geregisseerd door Guillermo del Toro.

## Verhaal
Gigantische monsters genaamd kaiju reizen via een interdimensionale poort in de Grote Oceaan naar de Aarde en vallen hier een voor een aan. De mensheid heeft even zo grote robots gebouwd genaamd Jaegers om zich tegen de beesten te verdedigen. Deze machines zijn zo geavanceerd, dat ze alleen bestuurd kunnen worden door twee mensen tegelijk. Die moeten daarvoor bovendien een procedure ondergaan waarin hun hersenactiviteiten aan elkaar worden gekoppeld. Tijdens de gevechten vallen aan beide kanten slachtoffers en het vermogen van de mensheid om weerstand te bieden, loopt stukje bij beetje terug. Wetenschappers komen erachter dat de kaiju daarentegen steeds sneller achter elkaar arriveren en voorzien dat ze binnen afzienbare tijd niet alleen met meerdere, maar ook met steeds meer tegelijk zullen komen.

## Rolverdeling
| Acteur              | Personage            |
| ------------------- | -------------------- |
| Charlie Hunnam      | Raleigh Becket       |
| Idris Elba          | Stacker Pentecost    |
| Rinko Kikuchi       | Mako Mori            |
| Charlie Day         | Dr. Newton Geiszler  |
| Burn Gorman         | Dr. Hermann Gottlieb |
| Max Martini         | Herc Hansen          |
| Robert Kazinsky     | Chuck Hansen         |
| Clifton Collins jr. | Tendo Choi           |
| Ron Perlman         | Hannibal Chau        |
| Diego Klattenhoff   | Yancy Becket         |

## Achtergrond
De opnames van de film begonnen in november 2011 en vonden plaats tot medio april 2012 in onder meer Toronto in Canada. De totale productiekosten van de film bedroegen 190 miljoen dollar.